# Casas de San Galindo
Casas de San Galindo ist ein Ort und eine Gemeinde (municipio) mit 20 Einwohnern (Stand: 2024) im Zentrum der Provinz Guadalajara in der Autonomen Gemeinschaft Kastilien-La Mancha in Zentralspanien.

## Lage und Klima
Casas de San Galindo liegt in einer Höhe von ca. 1020 m in der Kulturlandschaft der Alcarria am Río Tajuña. Die Entfernung zur südsüdwestlich gelegenen Provinzhauptstadt Guadalajara beträgt ca. 31 Kilometer (Fahrtstrecke). Das Klima ist gemäßigt bis warm; Regen (533 mm/Jahr) fällt übers Jahr verteilt.

## Bevölkerungsentwicklung
| Jahr      | 1970 | 1981 | 1991 | 2001 | 2011 | 2021 |
| Einwohner | 82   | 51   | 35   | 34   | 26   | 19   |

## Sehenswürdigkeiten
- Johannes-der-Täufer-Kirche